# 1926年オーストラレーシアン選手権
1926年 オーストラレーシアン選手権（1926ねんオーストラレーシアンせんしゅけん、1926 Australasian Championships）に関する記事。オーストラリア・アデレード市内にある「メモリアル・ドライブ・テニスクラブ」にて開催。

## 大会の流れ
- この年まで、大会名称は「オーストラレーシアン選手権」（Australasian Championships）という名前であった。1927年から「オーストラリア選手権」（Australian Championships）の名称になる。
- 1925年から、男子シングルスで8名の「シード選手」が選ばれるようになった。女子シングルスでは、1927年からシード選手を選ぶようになる。
- 初期の全豪選手権のように、外国人出場者が少なかった時期は、地元オーストラリア人選手の国旗表示を省略する。

## シード選手

### 男子シングルス
1. ジェームズ・アンダーソン　（ベスト4）
2. ジェラルド・パターソン　（1回戦）
3. ボブ・シュレジンガー　（ベスト4）
4. ジョン・ホークス　（初優勝）
5. パット・オハラウッド　（ベスト8）
6. ノーマン・ピーチ　（ベスト8）
7. ガー・ホーン　（ベスト8）
8. ジム・ウィラード　（準優勝）

## 大会経過

### 男子シングルス
準々決勝
- ジョン・ホークス vs. ガー・ホーン　4-6, 6-0, 6-2, 6-2
- ジェームズ・アンダーソン vs. パット・オハラウッド　6-3, 6-2, 3-6, 6-2
- ボブ・シュレジンガー vs. ノーマン・ピーチ　6-4, 6-1, 5-7, 6-3
- ジム・ウィラード vs. アーニー・ロウ　6-3, 6-1, 0-6, 6-1

準決勝
- ジョン・ホークス vs. ジェームズ・アンダーソン　6-8, 7-5, 6-3, 6-4
- ジム・ウィラード vs. ボブ・シュレジンガー　3-6, 6-3, 6-0, 6-4

### 女子シングルス
準々決勝
- ダフネ・アクハースト vs. キャスリーン・ル・メスリエ　7-5, 6-2
- マージョリー・コックス vs. M・リチャードソン　6-2, 6-2
- シルビア・ランス・ハーパー vs. H・ターナー　6-1, 6-4
- エスナ・ボイド vs. メリル・オハラウッド　6-1, 7-5

準決勝
- ダフネ・アクハースト vs. マージョリー・コックス　6-1, 6-3
- エスナ・ボイド vs. シルビア・ランス・ハーパー　6-4, 3-6, 6-3

## 決勝戦の結果
- 男子シングルス：ジョン・ホークス vs. ジム・ウィラード　6-1, 6-3, 6-1
- 女子シングルス：ダフネ・アクハースト vs. エスナ・ボイド　6-1, 6-3
- 男子ダブルス：ジェラルド・パターソン＆ジョン・ホークス vs. ジェームズ・アンダーソン＆パット・オハラウッド　6-1, 6-4, 6-2
- 女子ダブルス：エスナ・ボイド＆メリル・オハラウッド vs. ダフネ・アクハースト＆マージョリー・コックス　6-3, 6-8, 8-6
- 混合ダブルス：ジョン・ホークス＆エスナ・ボイド vs. ジム・ウィラード＆ダフネ・アクハースト　6-2, 6-4